# ハンマーディー・アフマド
ハンマーディー・アフマド（アラビア語: حمادي أحمد、Hammadi AhmadまたはHammadi Ahmed、1989年10月18日- ）は、イラクの元プロサッカー選手。元サッカーイラク代表。現役時代のポジションはFW。サーマッラー出身。
日本語では、「ハンマディ・アフマド」「ハンマディ・アハマド」などとも表記される。

## 来歴

### クラブ
地元のサーマッラーSCでデビュー。2010年9月にアル・クウワ・アル・ジャウウィーヤに移籍、2011-2012シーズンには27得点をあげリーグ得点王となっている。UAFAクラブカップ2012-2013出場。

### 代表
西アジアサッカー選手権2012、ガルフカップ2013などに出場。

## タイトル
個人
- イラク・プレミアリーグ得点王 2011-2012